# Clignancourt
Clignancourt, der ligger i udkanten af Paris, er Europas største loppemarked. Det har åbent lørdag til mandag.